# Norskogen
Norskogen är ett område inom kommundelen Näsbypark i Täby kommun, Stockholms län. Det är beläget i den norra delen av Näsbypark mellan motorvägen E18 i norr och Centralvägen i söder.
Området är bebyggt med övervägande låg småhusbebyggelse. Husen är så kallade "Mockfjärdshus"  , levererade av AB Elementhus i Mockfjärd och uppförda under åren 1957 - 1959 . I området finns 197 byggnader av nio olika typer, varav 51 sammanbyggda och övriga friliggande.
Mellan bostadsområdet och arbetsplatsområdet Nytorp ligger det tempererade utomhusbadet Norskogsbadet .
Området kollektivtrafikförsörjs genom busshållplatser på Centralvägen.